# Hacienda Los Montes
Hacienda Los Montes es un barrio perteneciente al distrito Ciudad Jardín de la ciudad de Málaga, España. Según la delimitación oficial del ayuntamiento, limita al norte con el barrio de Jardín de Málaga; este y el sur, con Cortijo Bazán; al oeste, con Jardín Virginia y el barrio de Ciudad Jardín, que da nombre al distrito.

## Transporte
En autobús queda conectado mediante las siguientes líneas de la EMT: 
| Línea | Trayecto                          | Recorrido | Frecuencia |
| ----- | --------------------------------- | --------- | ---------- |
| 20    | Los Prados - Alegría de la Huerta | Recorrido | 15 minutos |